# Microscopio de parpadeo

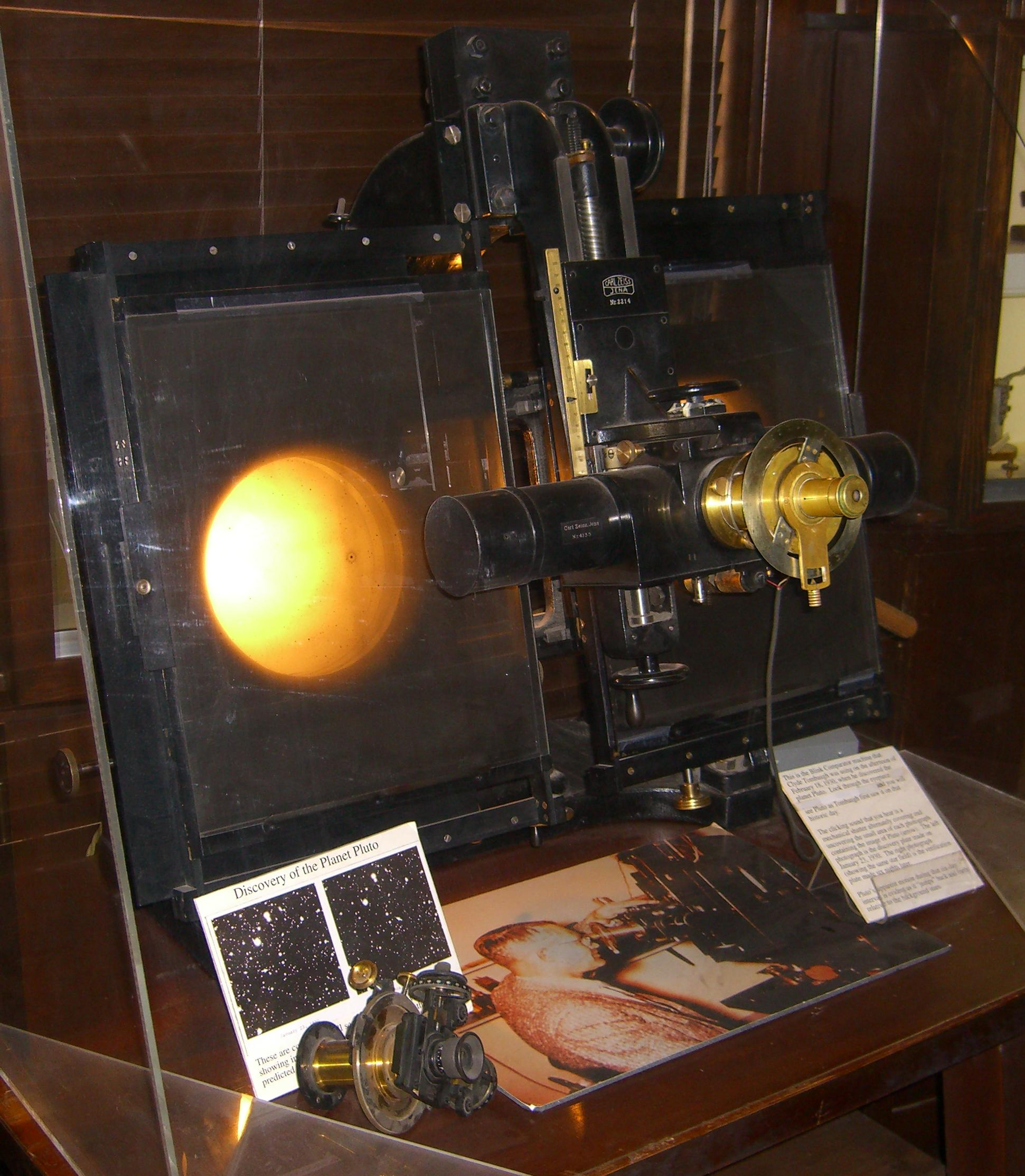
El microscopio de parpadeo del Observatorio Lowell utilizado en el descubrimiento de Plutón.

El microscopio de parpadeo o estereocomparador es un instrumento utilizado en el ámbito de la astronomía para medir movimientos o variaciones de brillo en objetos celestes. El estereocomparador era muy útil para detectar cometas, estrellas dobles, asteroides, estrellas variables y el desplazamiento de las estrellas.
El instrumento es básicamente un microscopio donde se superponen en forma óptica dos placas fotográficas, cambiando rápidamente de una a otra. De esta forma se pueden comparar las dos imágenes y detectar diferencias entre ellas. En la actualidad el instrumento ha sido reemplazado por el uso de computadoras que realizan esencialmente la misma tarea aunque con mucha mayor velocidad y precisión.

## Principio de funcionamiento
Se toman fotografías de una zona del cielo nocturno en distintos instantes o épocas; posteriormente se analizan las fotografías en secuencias rápidas o 'parpadeos' a través de un ocular. Así es posible descubrir cambios en la posición o brillo de un objeto.

## Descubrimiento de Plutón
En 1930 Clyde Tombaugh, descubrió el planeta Plutón utilizando un estereocomparador. Las fotografías que comparó para su descubrimiento habían sido tomadas las noches del 23 y 29 de enero de 1930.